# WTA Challenger de Zhengzhou
O WTA Challenger de Zhengzhou – ou Biyuan Cup Zhengzhou Women's Tennis Open, na última edição – foi um torneio de tênis profissional feminino, de nível WTA 125K.
Realizado em Zhengzhou, na China, estreou em 2017 e durou duas edições. Os jogos eram disputados em quadras duras durante o mês de fevereiro/março.

## Finais

### Simples
| Ano  | Campeã       | Vice-campeã | Resultado           |
| ---- | ------------ | ----------- | ------------------- |
| 2018 | Zheng Saisai | Wang Yafan  | 5–7, 6–2, 6–1       |
| 2017 | Wang Qiang   | Peng Shuai  | 3–6, 7–63, 1–1, ab. |

### Duplas
| Ano  | Campeãs                  | Vice-campeãs                  | Resultado |
| ---- | ------------------------ | ----------------------------- | --------- |
| 2018 | Duan Yingying Wang Yafan | Naomi Broady Yanina Wickmayer | 7–65, 6–3 |
| 2017 | Han Xinyun Zhu Lin       | Jacqueline Cako Julia Glushko | 7–5, 6–1  |